# Tennach
Tennach (oberfränkisch: Dennich) ist ein Gemeindeteil der Gemeinde Ködnitz im Landkreis Kulmbach (Oberfranken, Bayern). Tennach liegt in der Gemarkung Ködnitz.

## Geographie
Das Dorf liegt auf dem Rangen, einem Höhenzug des Obermainischen Hügellandes, in einer Lichtung des Kulmbacher Forstes. Es entspringt dort der Kohlenbach, ein linker Zufluss des Weißen Mains. Ein Anliegerweg führt nach Maierhof zur Kreisstraße KU 10 (0,6 km nordöstlich).

## Geschichte
Der Ort wurde 1398 als „Tennech“ erstmals urkundlich erwähnt. Der Ortsname bededeutet Tannenwald (Tanne + Kollektivsuffix -ich).
Tennach bildete mit Leithen eine Realgemeinde. Gegen Ende des 18. Jahrhunderts bestand Tennach aus 12 bewohnten Anwesen. Das Hochgericht übte das bayreuthische Stadtvogteiamt Kulmbach aus. Dieses hatte zugleich die Dorf- und Gemeindeherrschaft. Grundherren waren das Kastenamt Kulmbach (5 Güter, 1 Gütlein, 1 Tropfgütlein, 1 öde Hofstatt), der Markgräfliche Lehenhof Bayreuth (3 Drittelgüter, 1 Gütlein) und das Stiftskastenamt Himmelkron (1 Söldengütlein).
Von 1797 bis 1810 unterstand der Ort dem Justiz- und Kammeramt Kulmbach. Mit dem Gemeindeedikt wurde 1811 der Steuerdistrikt Tennach gebildet, zu dem Buchhaus, Ebersbach, Fölschnitz, Haaghof, Hauenreuth, Heinersreuth, Ködnitz, Leithen, Listenberg, Maierhof, Pinsenhof, Reisighof, Spitzeichen, Stephansreuth und Zettmeisel gehörten. 1812 entstand die Ruralgemeinde Tennach, die deckungsgleich mit dem Steuerdistrikt war. 1818 wurde der Gemeindesitz nach Ködnitz verlegt und die Gemeinde dementsprechend umbenannt.

### Einwohnerentwicklung
| Jahr      | 001809 | 001818 | 001861 | 001871 | 001885 | 001900 | 001925 | 001950 | 001961 | 001970 | 001987 |
| Einwohner | 93     | 81     | 50     | 60     | 78     | 65     | 57     | 68     | 52     | 44     | 40     |
| Häuser    |        | 14     |        |        | 11     | 11     | 10     | 10     | 9      |        | 12     |
| Quelle    | [ 11 ] | [ 8 ]  | [ 12 ] | [ 13 ] | [ 14 ] | [ 15 ] | [ 16 ] | [ 17 ] | [ 18 ] | [ 19 ] | [ 1 ]  |

## Religion
Tennach ist seit der Reformation evangelisch-lutherisch geprägt und nach St. Petrus (Kulmbach) gepfarrt.